# Aristolochene sintasi
L'aristolochene sintasi è un enzima (numero EC 4.2.3.9) appartenente alla classe delle liasi, che catalizza la seguente reazione:
2-trans,6-trans-farnesil difosfato {\displaystyle \rightleftharpoons } aristolochene + difosfato